# Пачано
Пачано (итал. Paciano) је насеље у Италији у округу Перуђа, региону Умбрија.
Према процени из 2011. у насељу је живело 529 становника. Насеље се налази на надморској висини од 364 м.

## Становништво
Према резултатима пописа становништва 2011. у општини је живело 982 становника.
| 1931. | 1936. | 1951. | 1961. | 1971. | 1981. | 1991. | 2001. | 2011. |
| ----- | ----- | ----- | ----- | ----- | ----- | ----- | ----- | ----- |
| 1.591 | 1.606 | 1.552 | 1.304 | 965   | 900   | 923   | 953   | 982   |